# Anathallis rubens
Anathallis rubens é uma espécie de orquídea (Orchidaceae) originária do Brasil.